# 防晒衣

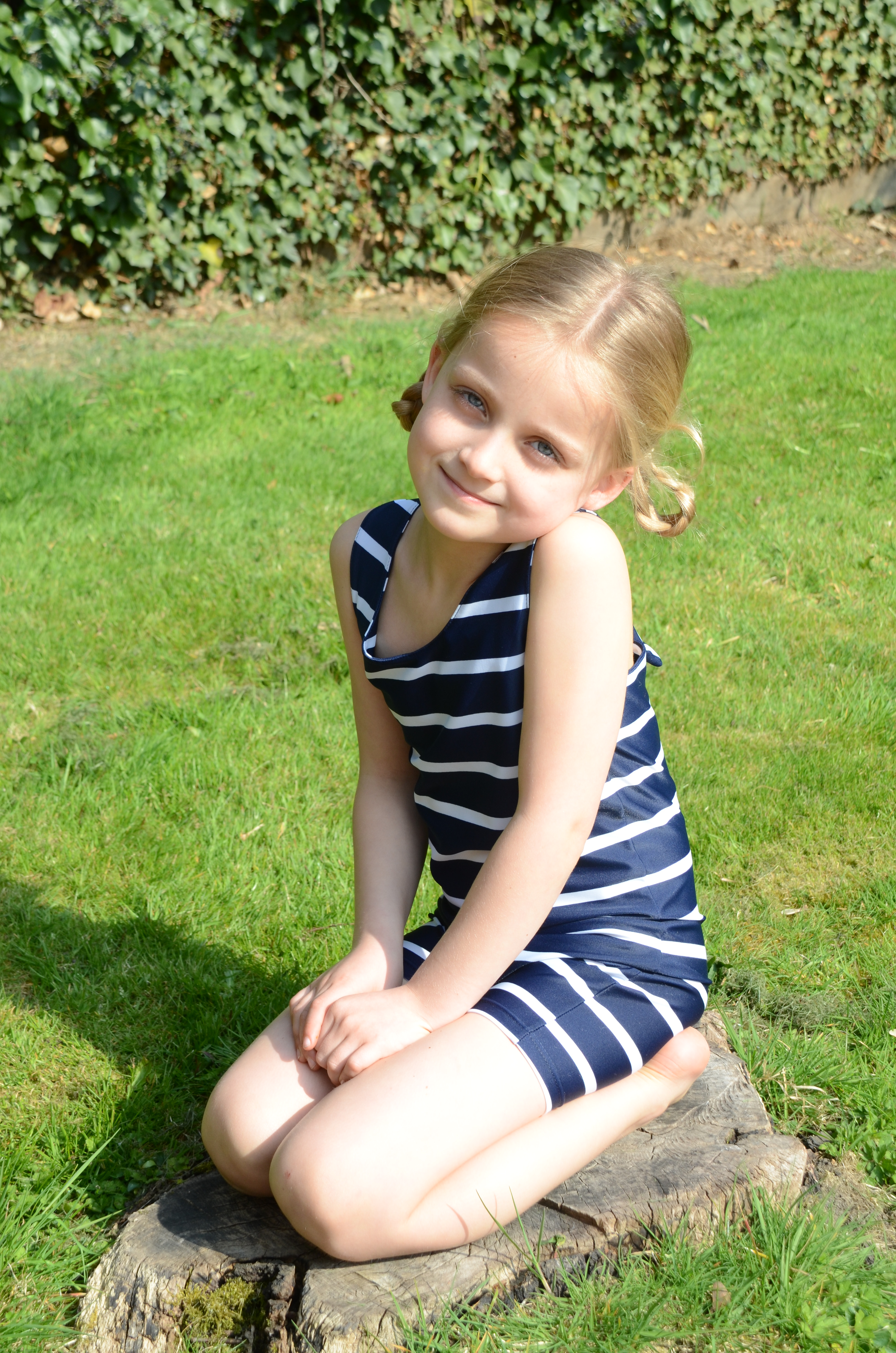
防紫外线泳衣

防晒衣又稱防晒服，是专门为了防晒而设计的服装，該服裝的面料可以防护紫外线。由于人們通常是在温暖和潮湿的天气時穿着防晒服，一些防晒衣的面料還應該通风、吸湿排汗和抗菌。尽管普通服装本身就能防曬，但澳大利亚是最早流行防晒服的國家。